# Paragraecia javanica
Paragraecia javanica är en insektsart som beskrevs av Heinrich Hugo Karny 1907. Paragraecia javanica ingår i släktet Paragraecia och familjen vårtbitare. Inga underarter finns listade i Catalogue of Life.